# Angel Town
Angel Town er en amerikansk film fra 1990 af Eric Karson.

## Medvirkende
- Olivier Gruner som Jacques Montaigne
- Theresa Saldana som Maria Ordonez
- Frank Aragon som Martin Ordonez
- Peter Kwong som Henry
- Mike Moroff som Frank
- Tony Valentino
- Lupe Amador som Ordonez